# Sommer-Paralympics 2008/Teilnehmer (Färöer)
| stlisierte Goldmedaille | stlisierte Silbermedaille | stlisierte Bronzemedaille |
| ----------------------- | ------------------------- | ------------------------- |
| —                       | —                         | —                         |

Die Färöer nahmen mit nur einer Sportlerin teil. Die Schwimmerin Heidi Andreasen trug bei der Eröffnungsfeier die Fahne. Ihr bestes Ergebnis erreichte sie mit einem 4. Platz über 400 Meter Freistil in der Klasse S8. Bemerkenswert ist, dass sie in all ihren Rennen in das Finale einzog. In den offiziellen Listen bei den Paralympics ist sie unter Dänemark geführt.

## Teilnehmer nach Sportarten

### Schwimmen
Frauen
- Heidi Andreasen